# Symplocos junghuhnii
Symplocos junghuhnii là một loài thực vật thuộc họ Symplocaceae. Đây là loài đặc hữu của Indonesia. Chúng hiện đang bị đe dọa vì mất môi trường sống.